# Disgaea 5: Alliance of Vengeance
 (août 2017).
Si vous disposez d'ouvrages ou d'articles de référence ou si vous connaissez des sites web de qualité traitant du thème abordé ici, merci de compléter l'article en donnant les références utiles à sa vérifiabilité et en les liant à la section « Notes et références ».
Disgaea 5: Alliance of Vengeance (魔界戦記ディスガイア5, Makai Senki Disugaia 5) est un jeu vidéo de type tactical RPG développé et édité par Nippon Ichi Software, sorti en 2015 sur PlayStation 4 et en 2017 sur Nintendo Switch.
Les voix du jeu sont en japonais ou anglais, les textes en anglais et en français.

## Personnages principaux
- Killia (キ リ ア, interprété par 9: Mamoru Miyano (japonais), Ben Pronsky (anglais)) - un jeune démon qui cherche à se venger et a un long passif avec l'Empereur Void Dark. C'est un solitaire. Il semble très froid, mais sa gentillesse brille quand il aide ceux qui souffrent à cause de l'armée de lost. Son besoin calorique est très élevé et il mange chaque fois qu'il en a l'occasion. Il cache en lui un pouvoir rivalisant avec celui d'un Overlord.
- Séraphine (セ ラ フ ィ ー ヌ, interprétée par : Sarah Emi Bridcutt (japonais), Kira Buckland (anglais)) - princesse et Overlord du « sous-monde superbe » (絢爛 魔界). Elle pense que tous les hommes n'existent que pour s'agenouiller devant elle. Elle s'est enfuie de chez elle parce que son père voulait la marier de force à Void Dark, qu'elle a l'intention d'assassiner.
- Usalia (ウ サ リ ア, interprétée par: Satomi Akesaka (japonais), Christine Marie Cabanos (anglais)) - héritière du trône du « sous-monde sautillant » (兎 兎 世界), qui est un sous-monde pacifiste. Elle monte un Prinny jaune géant qui se bat à ses côtés pendant le combat. En raison de l'un des subordonnés de Void Dark, une malédiction l'oblige à manger du curry (nourriture qu'elle détestait autrefois), sous peine d'être transformée en bête sauvage si elle mange autre chose. Elle a un très bon fond, ce qui est inhabituel pour un démon.
- Red Magnus (レ ッ ド マ グ ナ ス, interprété par : Takehito Koyasu (japonais), Kaiji Tang (anglais)) - Overlord du « sous-monde incandescent ». Il est sauvage et pense que la force fait tout. Il veut vaincre Void Dark pour devenir le plus fort des Overlords. Son sous-monde est en mauvais termes avec celui de Seraphina depuis longtemps. Il dit « super » assez souvent.
- Christo (ク リ ス ト, interprété par : Junji Majima (japonais), Xander Mobus (anglais)) - Overlord affilié à un « sous-monde géant ». Il est un tacticien doué et fera tout ce qu'il faut pour obtenir la victoire. Le grand potentiel magique de Killia a attiré son attention et il considère Killia comme sa meilleure possibilité d’assassiner Void Dark.
- Zeroken (ゼ ロ ッ ケ ン, interprété par : Tetsuya Kakihara (japonais), Kyle McCarley (anglais)) - jeune Overlord et héritier autoproclamé du légendaire démon aux poings sombres, Goldion. Il apparaît lorsque Killia et les autres combattent l'armée de Lost et les aide, même si personne ne l'a demandé. Il peut être têtu, mais a une mentalité flexible, changeant d'attitude en fonction de la personne avec laquelle il interagit.

## Système de jeu
Le jeu fait se déplacer le joueur dans différents « sous-mondes » afin d'amener les Overlords (et leurs sous-fifres) desdits « sous-mondes » à unir leurs forces pour lutter contre Void Dark. Le jeu comporte de nouvelles mécaniques de gameplay inédites dans la série Disgaea. En outre, le nombre de personnages affichables à l'écran a augmenté à 100, contre 10 personnages sur les titres antérieurs de la PlayStation 3.
Les nouvelles fonctionnalités incluent l'affichage des statistiques de résistance et d'affiliation lorsque les unités sur le champ de bataille sont mises en évidence, et un système de vengeance déclenché lorsque les membres du groupe meurent. Le jeu a également introduit un nouveau type d'attaque spéciale connue sous le nom de « technique ancestrale ». Certains personnages peuvent se lier dans des duos spécifiques pour déclencher des mouvements spéciaux connus sous le nom de « compétences de fusion ». Les nouvelles classes de personnages jouables comprennent des chevaliers sombres avec des armes au corps à corps, des domestiques utilisant divers objets et des fées avec une magie de soutien, tandis que les classes de soldat, de magicien, de prêtre, de prêtresse et d'archer des titres antérieurs sont revenues.

## Histoire
Beaucoup d'événements de Disgaea 5 se produisent avant le début du jeu et sont révélés par des flash-back. Les événements seront donnés ici chronologiquement plutôt que l'ordre dans lequel ils sont présentés dans le jeu.
Disgaea 5 se déroule dans un univers avec de nombreux « sous-mondes », dont chacun est gouverné par un Overlord qui a une capacité de vengeance unique. L'Overlord Tyranique Killidia est un démon sanglant qui devient Overlord du terrifiant sous-monde « sang glacé » et est considéré comme le plus puissant Overlord de l'univers. Un jour, il lutte contre Goldion, un démon pacifique qui a créé le style de combat de l'Hyperflux. Goldion vainc Killidia, et lui dit par la suite qu'il veut lui enseigner la technique d'Hyperflux ; Killidia accepte dans l'espoir qu'un jour, il sera en mesure de vaincre Goldion. Cependant, Killidia tombe alors amoureux de la fille de Goldion, Lise, et devient gentil et pacifiste. Le frère de Lise, Void Dark, qui a le pouvoir de voler des techniques ancestrales, devient jaloux de la relation que Killia forme avec son père et sa sœur, croyant qu'il devrait être l'héritier de la technique d'Hyperflux. Cependant, Goldion a choisi Killia car le cœur maléfique de Void Dark l'empêcherait d'apprendre la compétence finale de l'Hyperflux, qui nécessite un cœur fort.
Killia est incapable de maîtriser la compétence finale de l'Hyperflux en raison du conflit intérieur avec son moi actuel et son moi tyrannique du passé, il a donc fui Goldion. Lise part avec lui. Void Dark affronte Killia en exigeant sa sœur. Void Dark bat Killia et vole sa technique ancestrale « tyrannie de libério », qui gèle le temps autour de l’individu qui l'utilise. Comme Void Dark est sur le point de tuer Killia, Lise s'interpose et est tuée. Killia part avec chagrin, ne sachant pas que Void Dark a gelé Lise dans le temps. Void Dark forme alors une armée nommée Lost, apparemment dans le but de dominer l'univers, mais en réalité il utilise le vaste contrôle de l'armée pour rechercher un moyen de ressusciter Lise.
À un moment donné avant l'histoire, Void Dark rencontre une fille sauvage et orpheline appelée Majorita, qui possède la technique ancestrale « destin de Magia », qui permet de ressusciter les morts. Il la nomme Général de l'armée de Lost, lui disant qu'il compte créer une utopie paisible alors qu'il compte en réalité se servir de la technique du « destin de Magia ». Goldion tente d'arrêter Void Dark mais est vaincu en raison d'une blessure qu'il a subie plus tôt, infligée par Killia. Pendant qu'il est emprisonné, il est soigné par un enfant capturé par l'armée de Lost, nommé Zeroken, à qui Goldion enseigne la technique d'Hyperflux, à l'exception de la compétence finale. Void Dark fait subir un lavage de cerveau à Goldion et le transforme en General Bloodis, dont l'identité est dissimulée par une armure. Saisie d'effroi à la suite de ces événement Zeroken s'enfuit de l'armée de Void Dark.
Majorita envahit le sous-monde incandescent, sous-monde dirigé par l'Overlord Red Magnus, qui possède la technique ancestrale « muscles de l'univers » qui lui permet de devenir géant. Magnus dort pendant l'invasion et se réveille pour trouver son sous-monde détruit et ses citoyens disparus, à la suite de quoi il va chercher à se venger de l'armée de Lost. Majorita envahit également le sous-monde sautillant, un sous monde paisible. Elle lance une malédiction sur la princesse Usalia, qui la fait devenir une bête sauvage à moins qu'elle ne mange que du curry, une nourriture qu'elle déteste. Un jour, Usalia a vu Majorita tuer ses parents et s'est par la suite enfuie de son sous-monde. Dans Celestia, la terre des anges, Christo est un ange possédant une technique de clairvoyance. Il a été accusé d'être un espion pour Void Dark et va dans différents sous-mondes, afin d'utiliser les démons pour tuer Void Dark et prouver son innocence. Le sous-monde superbe est un sous-monde très riche gouverné par Seraphina, qui possède la technique ancestrale « prunelles de Brionac » qui fait tomber un homme amoureux d'elle. Son père offre sa main en mariage à Void Dark afin d'assurer la paix, mais elle s'enfuit aussi.
Au début du jeu, Seraphina est en train de perdre un combat face à l’armée de Void Dark. Killia tombe par hasard sur le combat et y met un terme. Seraphina tombe amoureuse de lui et le suit, bien que sa capacité ancestrale ne fonctionnera pas sur lui en raison de sa fidélité à Lise. Red Magnus les rencontre et rejoint leur groupe, bien qu'il ait une relation d'amour/haine avec Seraphina qui a commencé dans l'enfance. Ils surprennent Christo en train de les espionner, et pris de court, il rejoint leur groupe. Christo fait croire qu'il est un démon avec une fausse paire de cornes ; Killia est le seul membre du groupe qui se rend compte de cela et couvre Christo lorsque d'autres membres du groupe se méfient. Le groupe sauve Usalia de sa forme berserk après avoir poursuivi un Prinny jaune qui leur a volé du curry ; Usalia se joint à leur groupe aussi. Le groupe rencontre Zeroken plusieurs fois. Au début, il est un ennemi du groupe car il voit Killia en train d'utiliser la technique d'Hyperflux et croit qu'il a volé cette technique à Goldion. Cependant, après avoir appris que Killia était l'apprenti précédent de Goldion, il considère Killia comme un frère et se joint au groupe. Inconnu pour le groupe, Killia lutte pour contrôler sa moitié sombre, dont il craint qu'elle puisse tuer tout le monde si elle est libérée. Le groupe décide de porter le nom d'armée rebelle et sauve plusieurs sous-mondes de l'armée de Lost, rencontrant Majorita et Bloodis dans le processus.
Killia et Zeroken se rendent compte que même si les deux ne peuvent utiliser la compétence finale individuellement, combinés ils pourraient y arriver. La compétence finale efface tout le mal d'une personne, et ils croient que l'utiliser sur Bloodis pourrait le faire revenir à sa personnalité d'antan. Zeroken ne peut pas effectuer la capacité au départ, mais après s'être pardonné d'avoir abandonné Goldion auparavant, il débloque son potentiel enfoui et peut utiliser la compétence finale sur Bloodis. Goldion revient à la normale mais cache ce fait à tous. Sachant que le groupe est trop faible pour défier Void Dark, il envisage d'utiliser sa position de Bloodis pour les protéger de Void Dark et les former pour le défier. À ce stade, Void apparaît et défait facilement le groupe, mais ils sont sauvés lorsque Void est averti qu'ils ont trouvé une technique qui peut absorber de l'énergie. L'armée rebelle suppose qu'il s'en servira pour booster la capacité volée à Killia, mais en réalité, il compte s'en servir pour booster la technique de Marjorita (qu'il compte aussi voler) pour la rendre assez puissante pour ressusciter Lise en tant que personne pleinement vivante plutôt qu'un cadavre sans âme. Void envoie des lances magiques à de nombreux sous-mondes pour absorber leur énergie, que l'armée rebelle défend pendant qu'elle vide les sous-mondes de leur énergie.
Lorsque l'armée rebelle va dans le sous-monde incandescent, Magnus découvre que ses citoyens sont encore vivants mais ont rejoint l'armée de Lost en raison de l'incapacité de Magnus à les aider. Finalement, Magnus découvre sa puissance cachée parce qu'il est fâché contre lui-même de ne pas avoir pu sauver son sous-monde en s’endormant pendant l'invasion, et sa technique ancestrale évolue. L'armée rebelle va dans le sous-monde sautillant pour détruire une lance. Ils rencontrent Majorita contrôlant les cadavres des parents d'Usalia. Cependant, Usalia se rend compte que ses parents l'ont aimée jusqu'à la fin quand ils se sacrifient pour la protéger de Majorita. À ce stade, sa malédiction devient une technique ancestrale contrôlable, et le groupe oblige Majorita à se retirer en détruisant la lance après avoir empoisonné fatalement Usalia. Christo risque de révéler son identité en utilisant une technique appartenant aux anges pour soigner Usalia. Christo découvre que Celestia se prépare à détruire d'innombrables sous-mondes pour tuer Void Dark, et Celestia ne le sauvera que s'il utilise sa clairvoyance pour révéler la position de Void Dark. Christo se rend compte qu'il finit par aimer les démons, qui s'aident les uns les autres, plus que les anges, qui n'hésitent pas à trahir. Il menace de devenir vraiment un espion pour Void Dark afin d'empêcher la destruction des sous-mondes et sa clairvoyance se renforce.
Killia finit par atteindre le point où il peut à peine contrôler sa moitié sombre. Sa moitié sombre émerge après un combat avec Bloodis et se retourne ensuite contre ses amis, bien que le soutien de ses amis le fasse revenir à la raison temporairement. Alors que Killia essaie de plus en plus difficilement de contrôler sa moitié sombre, il accepte finalement que son passé, comme Tyrant Overlord, est une partie de lui-même et qu'il n'a pas besoin de le contrôler. Cela déverrouille une nouvelle technique ancestrale pour remplacer le « givre d'Alma », « tyrannie de Liberlio », qui lui permet d'utiliser sa partie sombre de manière contrôlée. La lance finale est située dans le sous-monde superbe, qui est actuellement en faillite à cause du père de Seraphina qui a construit une vaste forteresse souterraine. Le père de Sera offre à Sera la chance de devenir de nouveau riche en livrant ses amis à Void Dark. Elle en vient à la conclusion qu'elle aime ses amis plus que le fait d'être riche et sa technique ancestrale se renforce.
Avec les lances détruites, l'armée rebelle attaque la base de Void Dark. Killia mentionne que Goldion a déjà parlé d'une compétence ultime qu'il ne pouvait pas utiliser parfaitement car elle s'appuie sur la force des amis. Parce qu'il croit toujours Goldion sous le contrôle mental de Void, Killia pense utiliser la Compétence d'Hyperflux qui pourrait être assez puissante pour le sauver mais ne sait pas comment l'exécuter. Ils rencontrent d'abord Majorita, qui montre avoir une personnalité d'enfant effrayé lorsqu'elle est vaincue. Ils l'épargnent par pitié, mais Void Dark apparaît et vole sa technique ancestrale puis la tue. Le groupe rencontre alors Bloodis, qui constate que la technique d'Hyperflux est incomplète. Killia l'utilise sur Bloodis, qui révèle alors qu'il avait été libéré du contrôle de l'esprit depuis longtemps. Il meurt de la blessure infligée par l'attaque mais espère que la technique pourra être utilisée pour arrêter Void, ce sera sa pénitence pour ses actions. Le groupe rencontre enfin Void, qui est vaincu avec la compétence d'Hyperflux. Avant qu'il ne meure, il révèle l'étendue de ses plans ; il donne à Killia la technique du « destin de Magia » et l'énergie qu'il a absorbée et demande à Killia de sauver sa sœur.
L'armée rebelle trouve Lise, et Killia utilise la technique de Marjorita pour la ressusciter. Cependant, l'énergie sombre de Void Dark prend la relève et la transforme en Dark Lise, le dernier Boss de l'histoire. Killia arrive à la vaincre en combinant la technique d'Hyperflux avec les techniques ancestrale de ses amis. Avec Lost vaincu, Red Magnus commence à reconstruire tous les sous-mondes détruits par l'armée de Lost. Christo décide de rester dans les sous-mondes ; il veut étudier les démons parce qu'ils sont bien différents des anges de Celestia. Zeroken ouvre une école qui enseigne la technique d'Hyperflux. Usalia reconstruit son sous-monde. Seraphina utilise sa technique ancestrale pour sauver le sous monde superbe de la faillite. Killia vit une vie isolée et paisible avec Lise.
Après les crédits du jeu, l'armée rebelle se réunit de nouveau pour faire face à de nouvelles menaces qui affligent l'univers, formant la base de l'après-jeu. Lise se joint au groupe mais n'est pas un personnage jouable. Au cours de certaines missions Asagi, Majorita, Goldion et Void Dark rejoignent finalement l'armée rebelle.

## Accueil critique
- Canard PC : 8/10[1]
- Famitsu : 33/40[2]
- Gamekult : 6/10[3]